# 6 rap
6 rap is een lied van de Nederlandse rapper JoeyAK. Het werd in 2022 als single uitgebracht. 

## Achtergrond
6 rap is geschreven door Joël Hoop en Ruben Schnieders en geproduceerd door Gubes. Het is een nummer dat past in het genre nederhop. In het lied rapt de artiest over zijn leven op straat. Hij vertelt hoe mensen hem moeten behandelen en hoe hij altijd klaar is om te vechten met mensen die tegen hem zijn. De rapper bracht het nummer uit op zijn verjaardag.

## Hitnoteringen
De artiest had bescheiden succes met het lied in Nederland. Het stond op de negentigste plaats van de Single Top 100 in de enige week dat het in deze hitlijst te vinden was. De Top 40 en haar Tipparade werden niet bereikt.